# Amine Noua
Amine Noua (Lione, 7 febbraio 1997) è un cestista francese.

## Palmarès
- Campionato francese: 3

ASVEL: 2015-2016, 2018-2019, 2020-2021
- Campionato turco: 1

Fenerbahçe: 2023-2024
- Coppa di Francia: 2

ASVEL: 2018-2019, 2020-2021
- Leaders Cup: 1

ASVEL: 2023
- Coppa di Turchia: 1

Fenerbahçe: 2024
- Match des Champions: 1

ASVEL: 2016